# Phaeosphaeria caricicola
Phaeosphaeria caricicola är en svampart som först beskrevs av François Fautrey och som fick sitt nu gällande namn av Leuchtm. 1984. 
Phaeosphaeria caricicola ingår i släktet Phaeosphaeria och familjen Phaeosphaeriaceae. Inga underarter finns listade i Catalogue of Life.